# Arvid Genberg
Karl Arvid Genberg, född den 22 juli 1867 i Bollnäs församling, död 2 januari 1935 i Stockholm, var en svensk militär. Han var far till Bertil Genberg.
Genberg blev underlöjtnant vid Hälsinge regemente 1888, löjtnant 1894 och kapten där 1902. Han var andre lärare vid Krigsskolan 1898 och kompaniofficer där 1899. Genberg befordrades till major vid Norrbottens regemente 1912, till överstelöjtnant vid Norra skånska infanteriregementet 1915 och till överste i I. arméfördelningens reservbefäl 1922. Han blev registrator i Lantförsvarets kommandoexpedition sistnämnda år. Genberg blev riddare av Svärdsorden 1909 och av Nordstjärneorden 1918. Han var även riddare av Franska hederslegionen och Italienska kronorden. Genberg vilar på Solna kyrkogård.